# Константинова, Фаина Васильевна
Фаи́на Васи́льевна Константи́нова ― российский политик, Заслуженный учитель Российской Федерации (1998), Председатель Законодательного собрания Кемеровской области (декабрь 2007 года―октябрь 2008 года).

## Биография
Фаина Константинова родилась 1 апреля 1949 года в селе Бекет, Яйский район, Кемеровская область, РСФСР.
В 1966 году окончила среднюю школу № 2 посёлка Яя Кемеровской области и в том же году поступила на филологический факультет Кемеровского государственного педагогического института, которое окончила в 1970 году.
Получив диплом, работала учителем русского языка и литературы в средней школе № 20 в городе Анжеро-Судженск (Кемеровская область).
В 1979 году стала работать преподавателем русского языка и литературы в Анжеро-Судженском педагогическом колледже.  С 1987 по 2006 год Константинова работала директором Анжеро-Судженского педагогического колледжа. В 1999 году успешно защитила диссертацию на соискание учёной степени «Кандидат педагогических наук» по теме «Организационно-педагогические условия подготовки высококвалифицированного творческого специалиста в педагогическом колледже».
В апреле 2003 года Фаина Константинова была избрана депутатом Законодательного собрания Кемеровской области второго созыва по избирательному округу № 1 города Анжеро-Судженск. Здесь она была членом Комитета по вопросам социальной политики и членом Комитета по вопросам бюджета, налоговой политики и финансов.
1 ноября 2006 года избрана заместителем председателя Законодательного собрания  Кемеровской области второго созыва. 26 декабря 2007 года Фаина Константинова избрана Председателем Законодательного собрания  Кемеровской области.
В 1986 году награждена знаком «Отличник народного образования». В 1998 году Фаина Васильевна Константинова была удостоена почётным званием «Заслуженный учитель Российской Федерации». Награждена медалью «За особый вклад в развитие Кузбасса» III степени в 2002 году.